# Vardaga

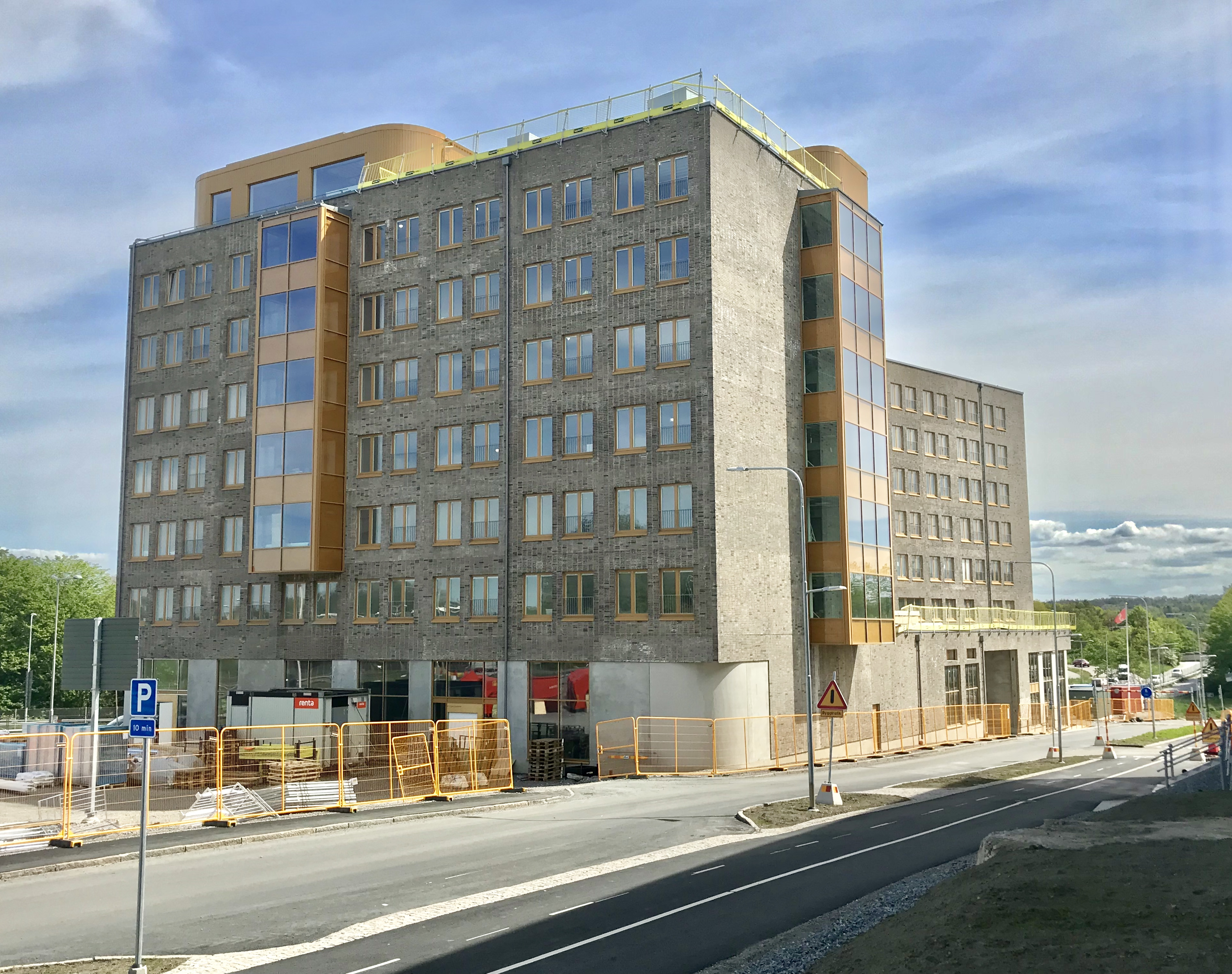
Vardagas äldreboende Villa Höjden i stadsdelen Högsbo i Göteborg. Beräknas öppnas 2022.

Vardaga (tidigare namn: bl.a. Carema Care, fram till 15 oktober 2013) är ett svenskt vårdföretag med verksamhet inom äldreomsorg. Vardaga är ett helägt dotterbolag till Ambea AB.

## Historik
År 1996 bildades företaget, då under namnet Nordvård. Från början var företaget ett renodlat äldreomsorgsföretag som sedan utvidgats med bland annat primär- och psykiatrivård genom förvärvet av Svensk Hälsovård AB 1997 (sedermera Carema Sjukvård) och 1998 genom förvärvet av Orkidén AB – ett företag som ger vård, omsorg, stöd och service till personer med funktionsnedsättning enligt LSS. Företaget har sedan dess vuxit, både genom uppköp av ytterligare vård och omsorgsföretag samt via vunna anbud samt nya verksamheter som drivs i egen regi.
År 2005 fick företaget en ny huvudägare, riskkapitalbolaget 3i, och moderbolaget Ambea AB bildades. Samma år köpte 3i också Finlands största privata vårdföretag Mehiläinen, som då blev systerföretag med Carema under Ambea.
3i sålde 2010 Ambea (inklusive dotterföretagen Mehiläinen, Carema Care och Carema Sjukvård) till det amerikanska investmentbolaget Kohlberg Kravis Roberts (KKR) och svenska riskkapitalbolaget Triton Partners.
Carema Care var i fokus i en intensiv mediarapportering och samhällsdebatt från oktober 2011 till våren 2012 om bland annat påstådda missförhållande på äldreboende som företaget ägde.  4 000 artiklar skrevs under tre månader och denna rapportering var grunden till både skriftliga frågor och interpellationer i riksdagen 2012.
Carema Sjukvård köptes i slutet av 2012 av vårdföretaget Capio.
Den 15 oktober 2013 ändrades namnet från Carema Care till Vardaga.